# Ceramplein
Het Ceramplein is een plein in Amsterdam-Oost. 

## Geschiedenis en ligging
Het Ceramplein vormt het scharnierpunt tussen de Eerste Ceramstraat en Tweede Ceramstraat, die bij de aanleg nog gewoon beide Ceramstraat heetten. Het plein werd aangelegd in de Overamstelpolder, een gebied dat de gemeente Amsterdam in 1896 had geannexeerd van de gemeente Diemen. Amsterdam groeide toen snel in fasen richting het oosten. Zo lag het beginstuk van de Eerste Ceramstraat bij de eerste aanleg nog richting landerijen. Een paar jaar later is het hele gebied al volgebouwd. Op 30 januari 1924 kreeg het plein haar naam. Straten en plein zijn vernoemd naar het eiland Ceram in Nederlands-Indië. Dat ligt in de eilandengroep de Molukken, de Molukkenstraat ligt dan ook niet ver weg.
Het plein heeft de vorm van een onregelmatige vijfhoek.
Het plein werd twee keer opgeschrikt door luide knallen. Een eerste keer sloeg de bliksem in een boom, waarop enkele ramen sneuvelden. Op 23 augustus 1960 was er een gasontploffing op huisnummer 50, eerste etage. Het gehele pand was daarbij ontzet, maar alles kon hersteld worden; ernstig persoonlijk letsel was er niet.

## Gebouwen
De oneven huisnummers lopen op van 1 tot en met; de even huisnummers van 2 tot en met 76 en dan een blokje 180 tot en met 192.
De originele bebouwing viel vanaf de jaren 80 op grote schaal ten prooi van stadsvernieuwing. Veel van de kleine arbeiderswoningen konden ook niet meer door renovatie gered worden. Aan de zuidkant van het plein staat echter een reeks woninkjes die bewaard bleven; ze zijn ontworpen door de architect J.M. van Hardeveld en komen uit de periode 1925. Amsterdam deelt ze qua architectuur in binnen orde 3 (iets meer bijzonder dan standaard). Binnen alle oud- en nieuwbouw vormt de “poort” richting de Tweede Ceramstraat een opvallende verschijning, maar ook niet monumentaal.

## Kunst
Op het Ceramplein staat aan de westkant het Monument leven en vrijheid, herinnerend aan de Tweede Wereldoorlog. Het bestaat uit een beeld van Arend Soerink en een plaquette. Een ander kunstwerk is bijna verloren gegaan. Nabij de huisnummers 12 tot en met 16 was door architect Hans Bosch (1939-2014) een diepe portiek aangelegd, die werd opgefleurd door tegelwerk en bankje ontworpen door Barbara Nanning. Portiek en bankje verdwenen achter een nieuwe façade, slechts een ultraklein deel is nog in de openbare ruimte te zien.

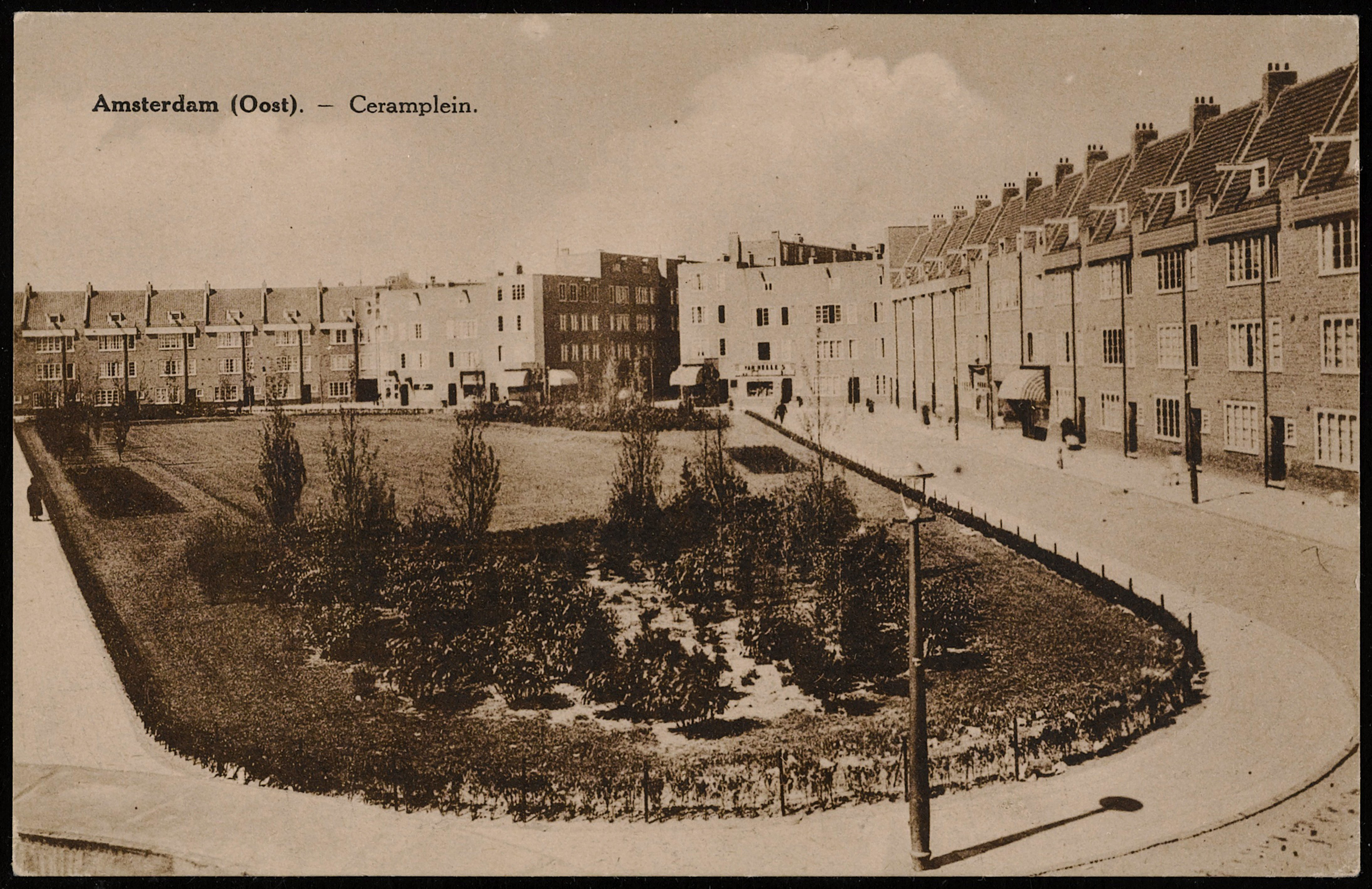
Ceramplein vanuit Tweede Ceramstraat (circa 1925)